# Robert E. Raiche
Robert E. Raiche (Mánchester, Nuevo Hampshire 18 de febrero de 1937 - Mánchester, Nuevo Hampshire, 9 de junio de 2024) fue un político estadounidense. Se desempeñó como miembro demócrata del distrito 34 de Hillsborough en la Cámara de Representantes de Nuevo Hampshire.

## Carrera
Raiche asistió al Nathaniel Hawthorne College, a la Universidad de Nuevo Hampshire y al Franklin Pierce Law Center. Sirvió en la Cámara de Representantes de Nuevo Hampshire desde 1965 hasta 1972. Fue candidato demócrata a gobernador en 1972. En 1983 copresidió la Convención Estatal del NHDP con todos los candidatos presidenciales. Raiche fue designado como el Mariscal de los Estados Unidos para el Estado de New Hampshire por el presidente Jimmy Carter en 1977, cargo que ocupó hasta 1980.

## Vida
Raiche se casó el 4 de octubre de 1958 con Mary E. Duval y tuvo 4 hijos.  Raiche falleció el 9 de junio de 2024, a la edad de 87 años.